# Naajayaz
Pour plus de détails, voir Fiche technique et Distribution.
Naajayaz est un film indien réalisé par Mahesh Bhatt, sorti en 1995, dont le titre signifie «illégitime».

## Synopsis
Raj Solanki (Naseeruddin Shah) règne sur la pègre de Mumbai. Il doit faire face à l'incompétence de son fils Deepak (Deepak Tijori), manipulé par un autre gangster, David (Gulshan Grover), qui voudrait le renverser, ainsi qu'à l'arrivée d'un nouvel inspecteur de police particulièrement déterminé, Jai Bakshi (Ajay Devgan). Or ce dernier est son fils illégitime. Jai, qui l'ignore, tente de mettre fin aux activités de Solanki, avec l'aide de Sandhya (Juhi Chawla), une inspectrice dont il est amoureux. Solanki ne souhaite pas affronter Jai, et lorsque ses deux fils entrent en conflit prend son parti et lui sauve la vie. Jai découvre que Solanki est son père, mais ne renonce pas pour autant à l'affronter. Solanki accepte alors de se rendre à la police. Mais Deepak et David prennent la mère de Jai en otage. Jai, Sandhya et Solanki parviennent à la libérer, mais Solanki, après avoir révélé à Deepak sa relation de parenté avec Jai, meurt en sauvant ses deux fils désormais réconciliés.
| - Titre original : Naajayaz - Réalisation : Mahesh Bhatt - Scénario : Jay Dixit - Photographie : Sameer Arya - Musique : Amar Haldipur, Anu Malik - Paroles :Qateel Shifai - Chanteurs : Ila Arun, Roop Kumar Rathod, Kumar Sanu, Sadhana Sargam, Alka Yagnik - Montage : Sanjay Sankla - Effets spéciaux : Harrish Bhakhri, Kusum Bhakhri, Agnelo D'Souza, N.V. Pai - Direction artistique : Gappa Chakravorty - Costumes : Neeta Lulla - Producteur : Mukesh Bhatt - Pays d’origine : Inde - Langue : hindi - Durée : 157 min - Sortie : Inde 3 mars 1995 | - Charlie : Agent de police - Juhi Chawla : Sandhya - Makrand Deshpande : chanteur de rue - Ajay Devgan : Jai Bakshi - Gulshan Grover : David - Reema Lagoo : Naina Bakshi - Naseeruddin Shah : Raj Solanki - Tiku Talsania : ACP Malhotra - Deepak Tijori : Deepak Solanki - Ashish Vidyarthi : Ratan - Shri Vallabh Vyas : Pascal |

## Chansons
Naajayaz comporte six chansons, composées par Anu Malik. Les paroles ont été écrites par Qateel Shifai.
| Titre                        | Interprète(s)                |
| ---------------------------- | ---------------------------- |
| Barsat Ke Mausam Mein        | Roop Kumar Rathod,Kumar Sanu |
| Darwaza Khula Chhod          | Ila Arun, Alka Yagnik        |
| Ek Kadam Tera Ek Kadam Mera  | Kumar Sanu, Alka Yagnik      |
| Kya Tum Mujhse Pyar Karte Ho | Kumar Sanu, Alka Yagnik      |
| Lal Lal Honthon Pe           | Kumar Sanu, Alka Yagnik      |
| Tujhe Pyar Karte Karte       | Alka Yagnik                  |

## Réception
Naajayaz arrive 19e au box-office indien en 1995 ; le site Box Office India lui appose la mention «below average.